# Chiesa di Santa Caterina (San Miniato)
La chiesa di Santa Caterina è un luogo di culto cattolico che si trova a San Miniato, in provincia di Pisa, diocesi di San Miniato. Nata come chiesa dell'ospedale, è tuttora attigua alla struttura ospitaliera cittadina.

## Storia e descrizione
L'insediamento degli Agostiniani risale al XIII secolo; il convento, edificato nel Trecento, fu soppresso alla fine del Settecento.
Sulla facciata a cortina, semplicemente intonacata e coronata da un fastigio ornato di vasi in terracotta, si aprono due nicchie che ospitano una statua settecentesca in pietra raffigurante Sant'Agnese e un San Nicola in terracotta, più tardo.
L'aspetto attuale dell'interno risale al Seicento; è ad aula con quattro altari in pietra serena dedicati a santi dell'ordine agostiniano, l'altar maggiore con lo Sposalizio di santa Caterina di Ottavio da Montone, e, sul fianco sinistro, un'ampia cappella dedicata al Sacramento. Sul lato sinistro è l'altare della Divina Pastora, il cui culto è caro al popolo della parrocchia.
Sulla cantoria in controfacciata si trova l'organo a canne, costruito da Michelangelo Crudeli nel 1763 e successivamente più volte modificato. Dispone di 10 registri su unico manuale, con pedaliera priva di registri propri.

## Altre immagini

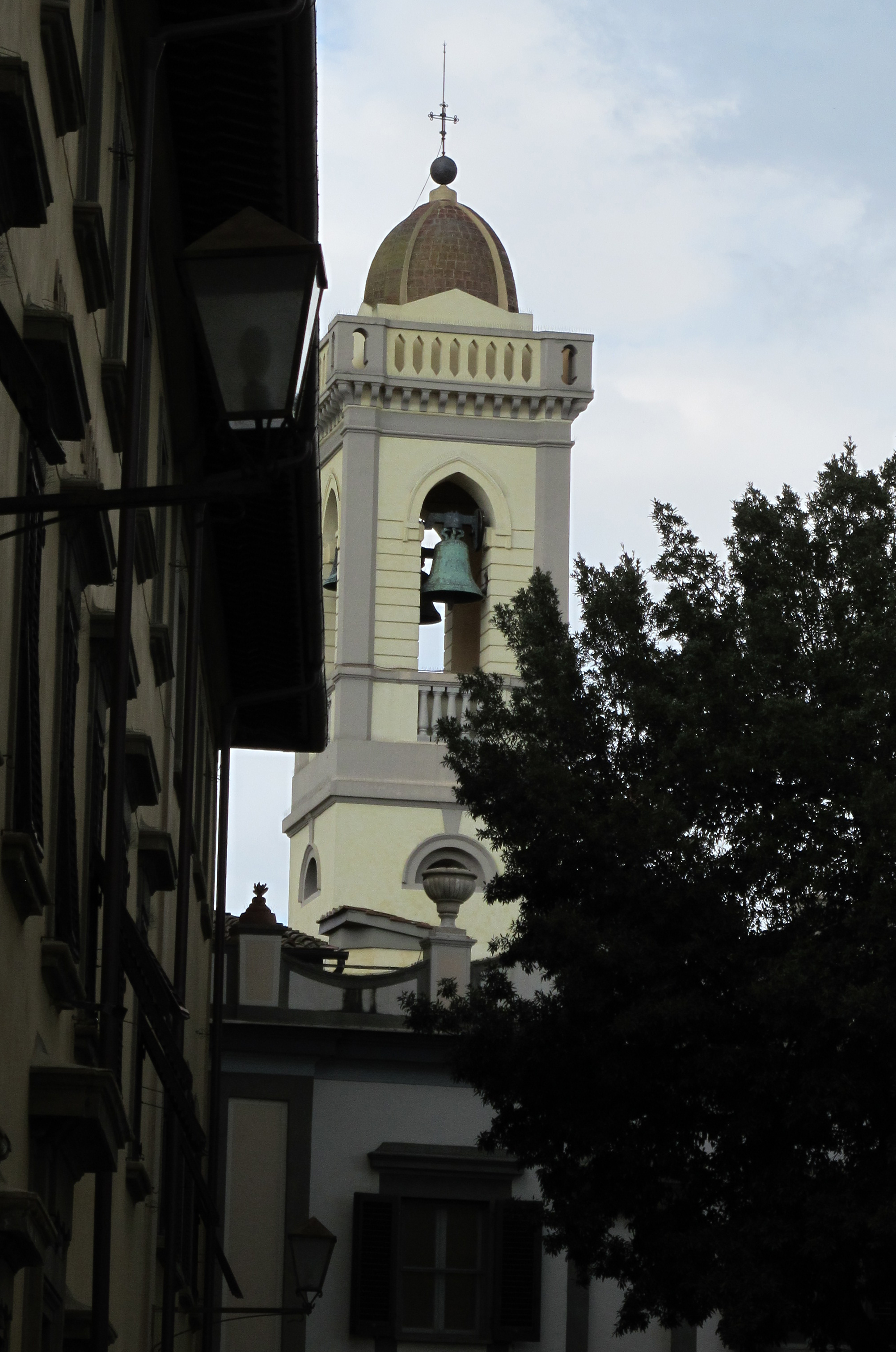
Campanile
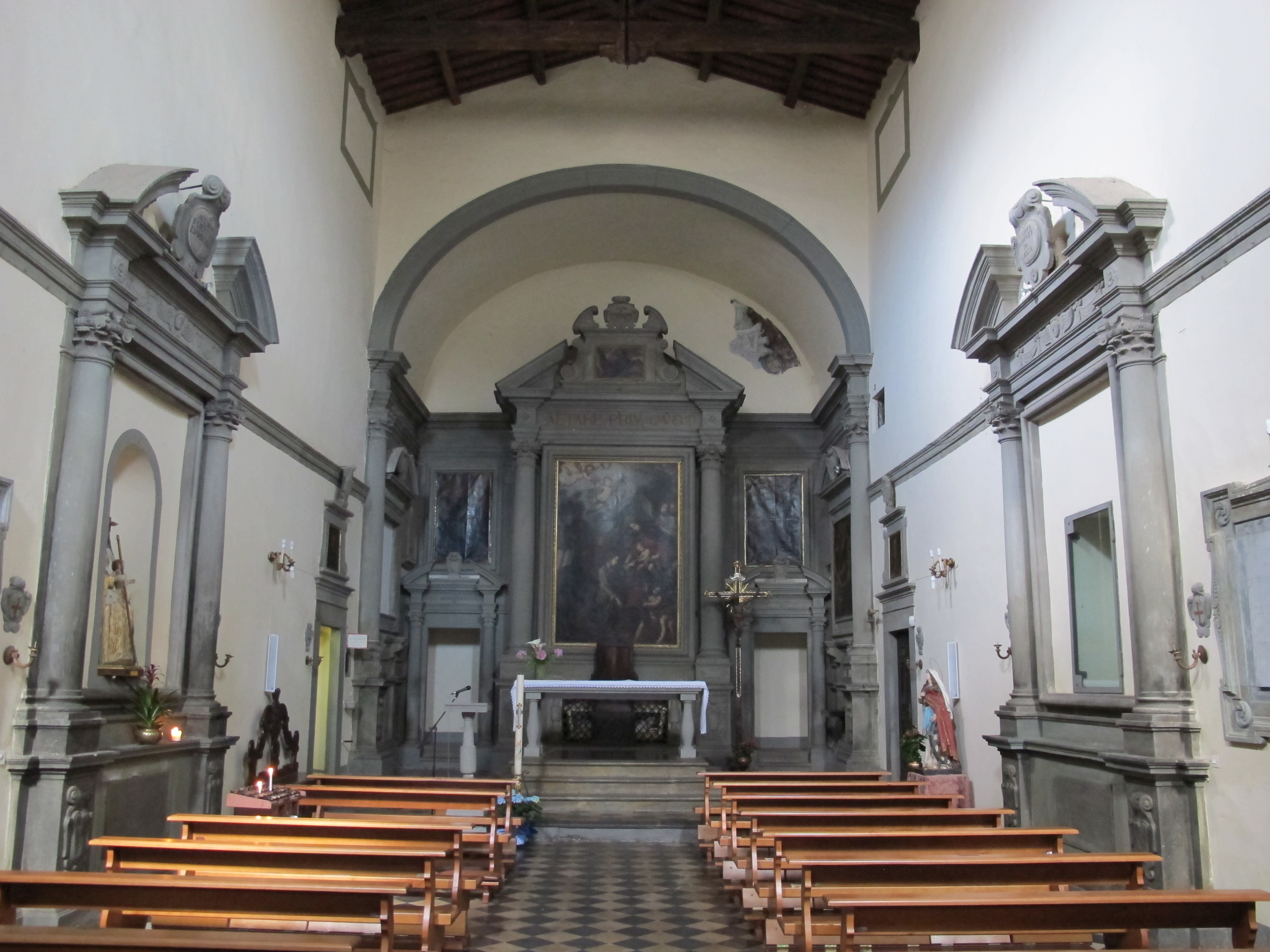
Interno
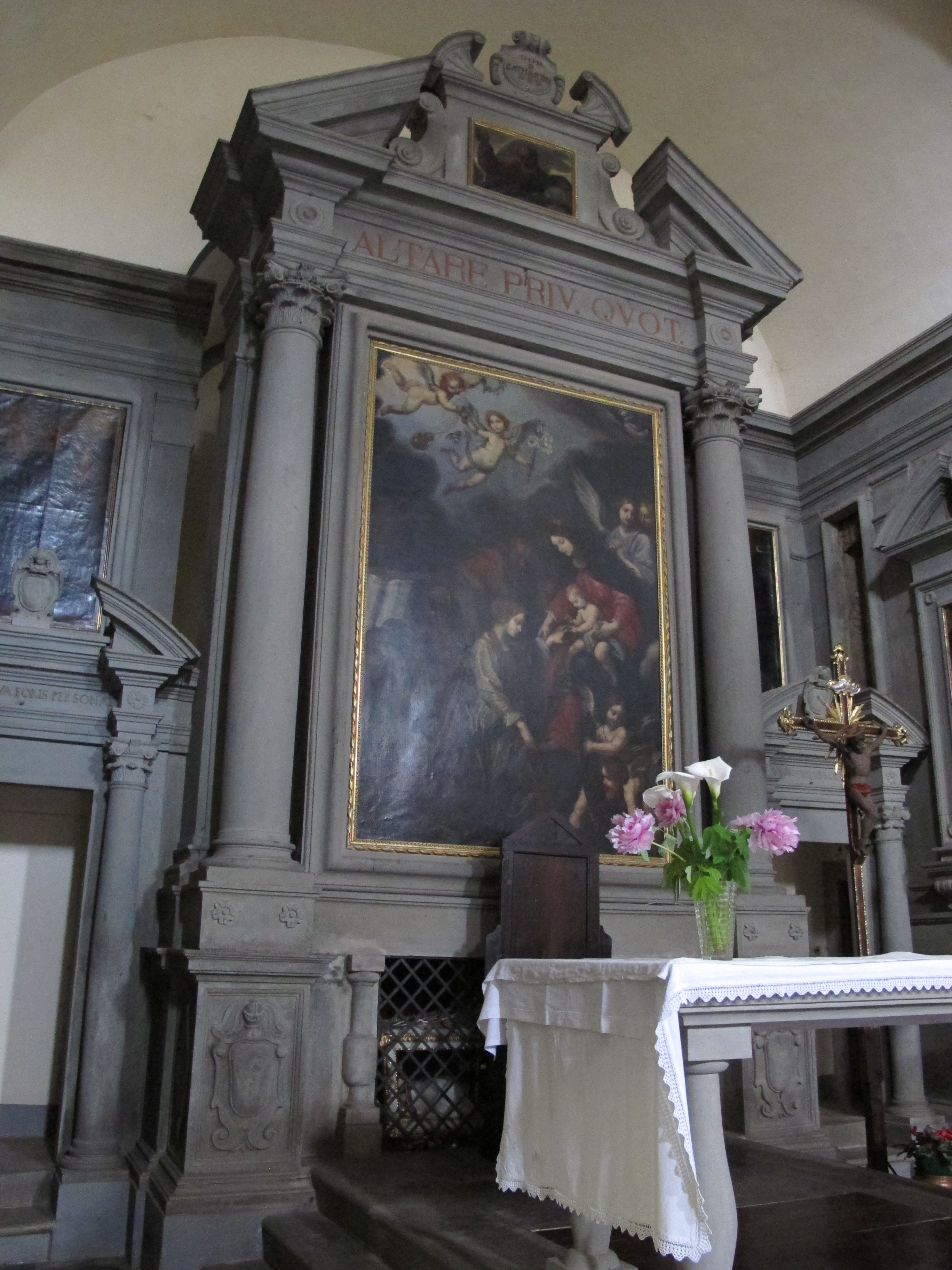
Altare maggiore
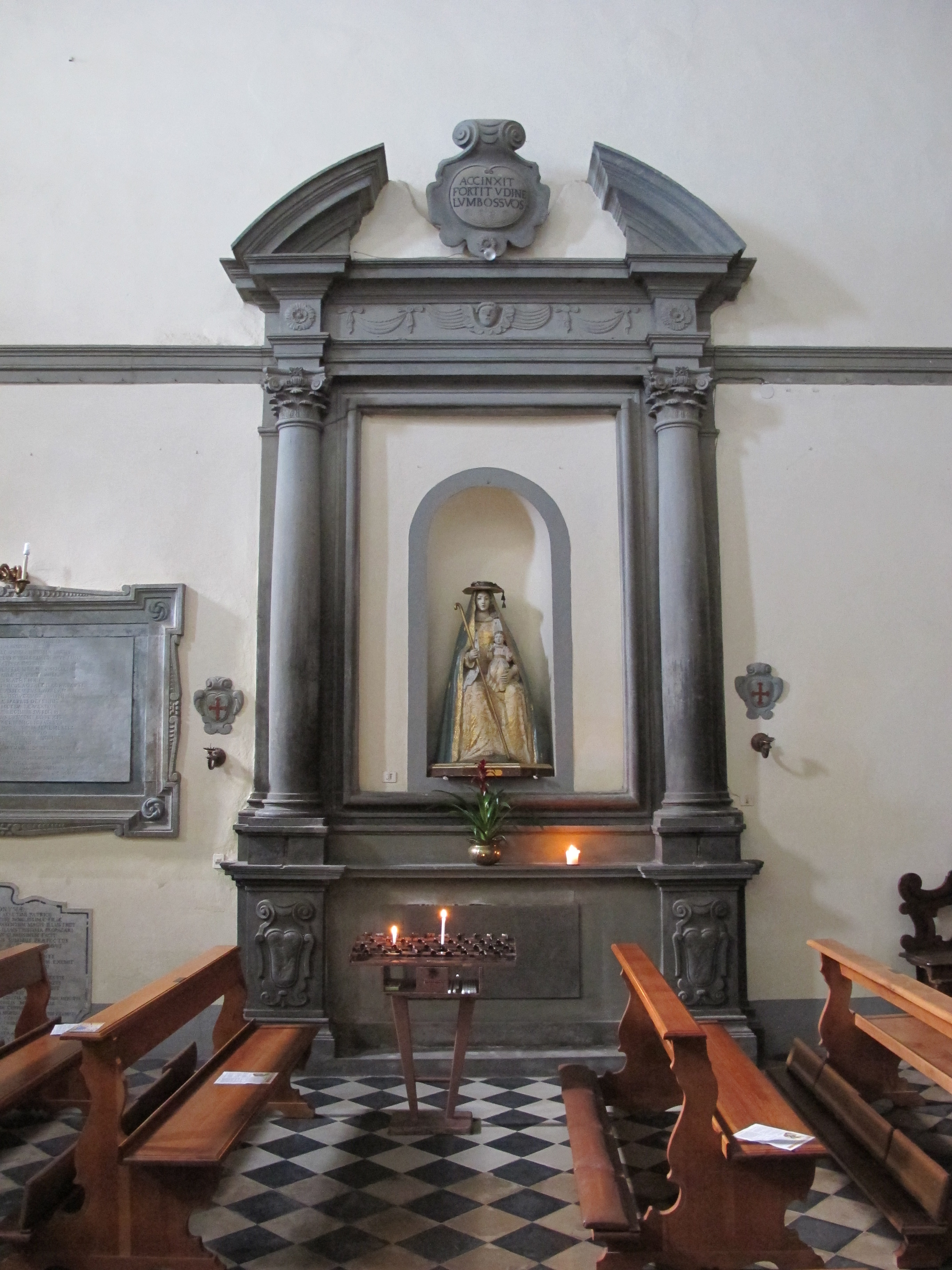
Altare della Divina Pastora
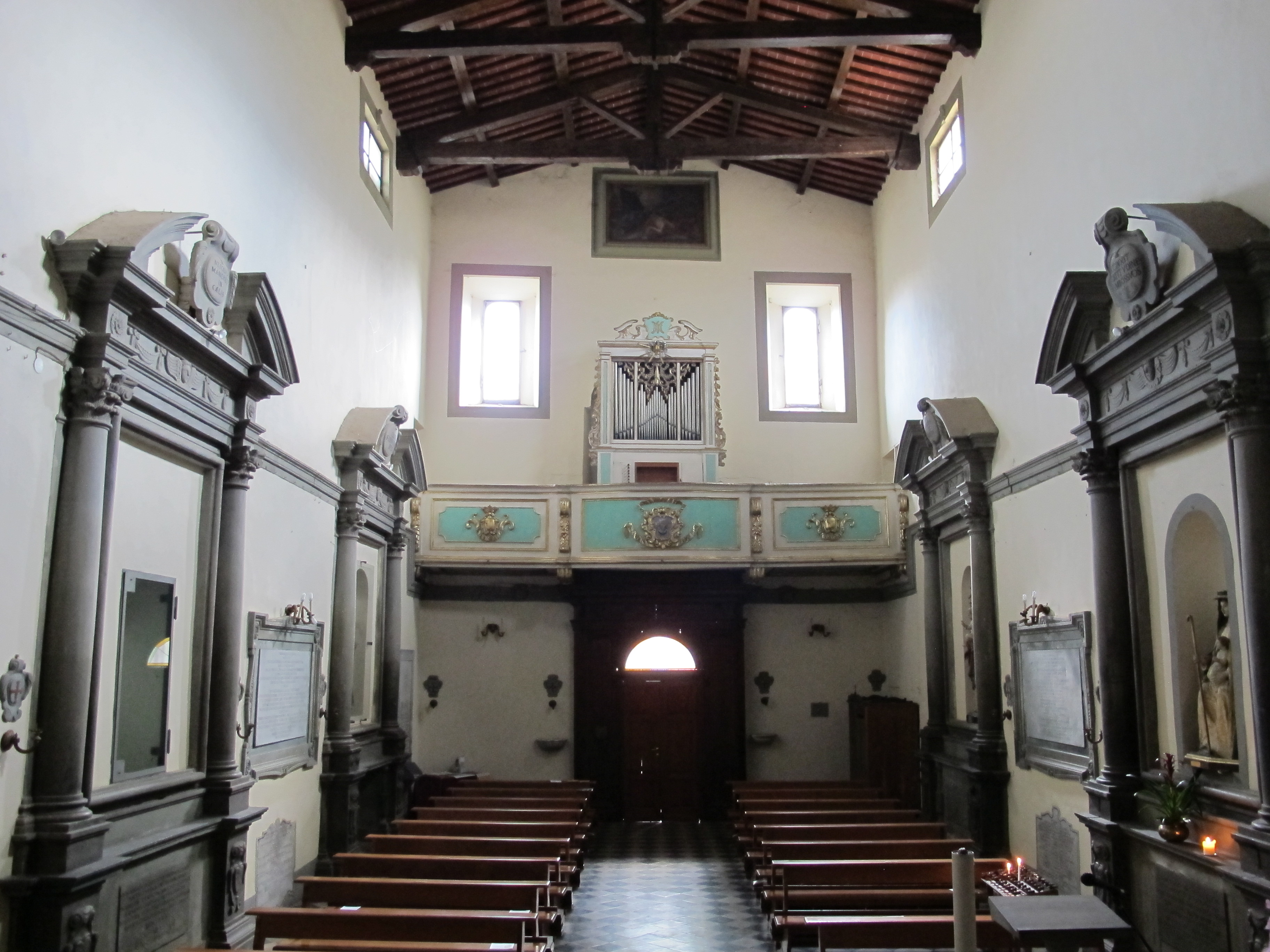
Interno verso la controfacciata
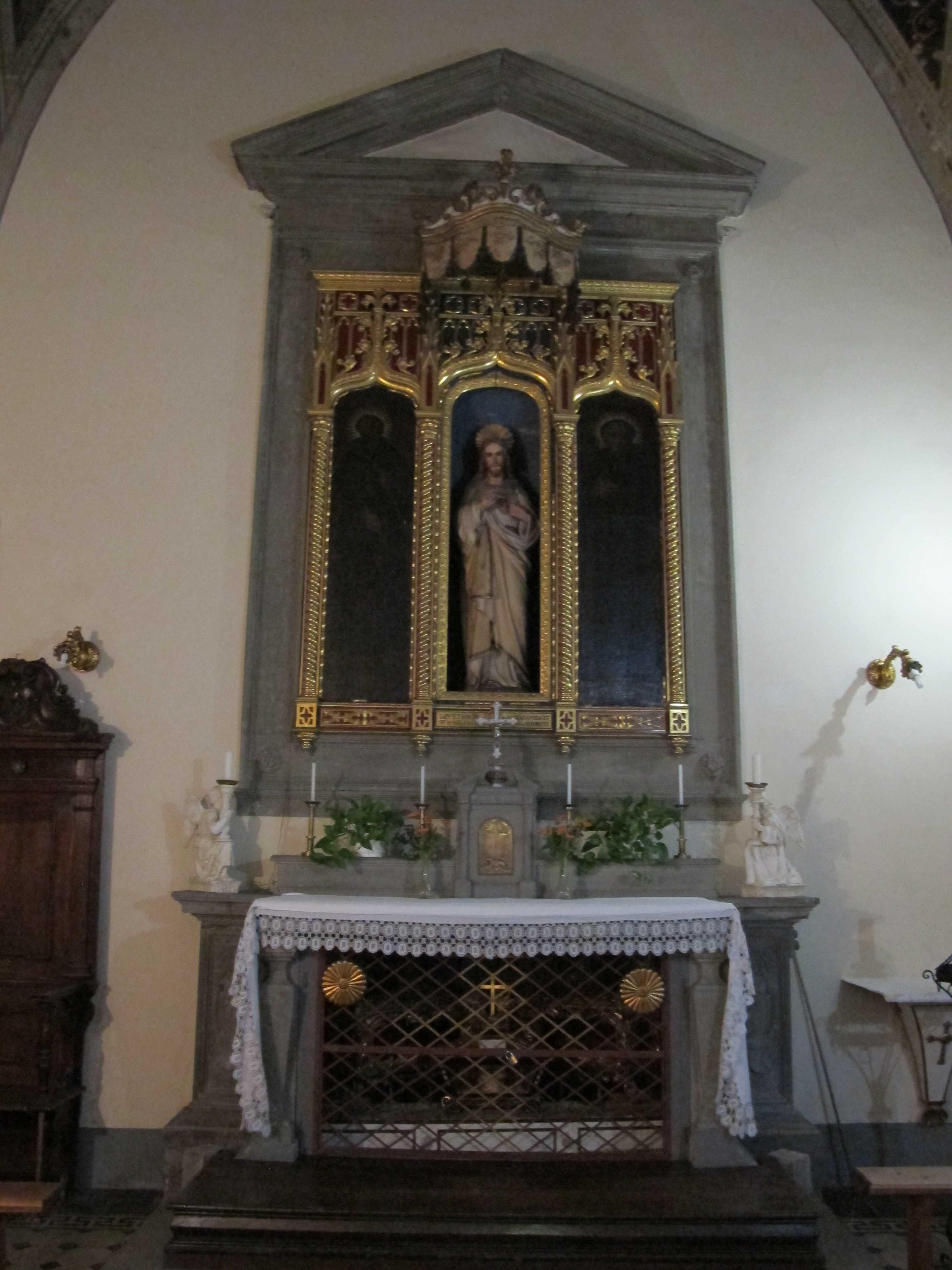
Cappella del Santissimo Sacramento